# Baptria hiroobi
Baptria hiroobi är en fjärilsart som beskrevs av Inoue 1954. Baptria hiroobi ingår i släktet Baptria och familjen mätare. Inga underarter finns listade i Catalogue of Life.